# Lípa republiky (Špitálka)
Lípa republiky na Špitálce v Praze 6 roste na křižovatce ulic Na Pískách, Na Špitálce a Šárecká na zatravněném ostrůvku mezi protilehlými zastávkami MHD Špitálka.

## Historie
Lípa svobody byla vysazena roku 1968 na připomínku 50. výročí vzniku Československé republiky. Zasadili ji občané Hanspaulky.